# Cristina Dinu
Cristina Dinu (n. 18 ianuarie 1993, București, România) este o jucătoare de tenis română. Cea mai bună clasare a sa la simplu în clasamentul WTA este locul 179 mondial, la 30 septembrie 2013, iar la dublu, locul 153 mondial, la 20 mai 2019. Dinu a câștigat 24 de titluri la simplu și 31 la dublu pe Circuitul ITF. 
În iulie 2015, Dinu a participat la Bucharest Open, unde a câștigat trei runde preliminare consecutive, pierzând în cele din urmă pe tabloul principal cu Denisa Šátralová, într-un meci palpitant.
De la începutul anului 2022, Cristina Dinu este componentă a clubului sportiv Sportsin Arad.